# 夜美蛛
夜美蛛（学名：Callilepis nocturna）为平腹蛛科美蛛属的动物。分布于古北区以及中国大陆的辽宁等地，常栖息于草丛以及落叶层。该物种的模式产地在欧洲。